# Denis Howell
Denis Herbert Howell, baron Howell (4 septembre 1923 - 19 avril 1998) est un homme politique britannique du parti travailliste. Il est conseiller au conseil municipal de Birmingham entre 1946 et 1956. Il est député de Birmingham All Saints de 1955 à 1959 et député de Birmingham Small Heath de 1961 à 1992. En 1992, il est nommé pair à vie et entre à la Chambre des lords.

## Jeunesse
Dennis Howell est né à Lozells, Birmingham, le 4 septembre 1923, fils d'un monteur de gaz et d'une magasinière. Il fait ses études à la Gower Street School et à la Handsworth Grammar School, à Birmingham, et devient greffier du Clerical and Administrative Workers Union, occupant le poste de président de son successeur élargi, l'Association of Professional, Executive, Clerical and Computer Staff (APEX) de 1971 à 1989.
En 1951, il obtient son diplôme de juge de ligne dans la Ligue de football et est arbitre de football de 1956 à 1966. En plus d'être un fan d'Aston Villa, il est un passionné de cricket.

## Carrière politique
Howell affirme que son premier souvenir est d'être assis sur les genoux de son père lors d'une réunion de grève générale en 1926. Il rejoint le Parti travailliste en 1942, et siège comme conseiller au conseil municipal de Birmingham de 1946 à 1956 et comme secrétaire du groupe travailliste à partir de 1950.
Il se présente à Birmingham King's Norton en 1951. Il est député de Birmingham All Saints de 1955 à 1959 et de Birmingham Small Heath de l'élection partielle de 1961 jusqu'à sa retraite en 1992. Sous les gouvernements Wilson et Callaghan, il est ministre des Sports au ministère de l'Éducation et des Sciences (1964-1969), ministère du Logement et des Gouvernements locaux (1969-1970) et occupe divers postes au ministère de l'Environnement (1974-1979).
Le 28 octobre 1974, sa femme et son fils s'en sortent indemnes lorsqu'une bombe de l'IRA explose dans leur Ford Cortina dans l'allée de la maison familiale à Birmingham.
Au cours de la dernière semaine d'août 1976, au cours de l'été le plus sec de Grande-Bretagne depuis plus de 200 ans, il est nommé ministre de la sécheresse (mais surnommé « ministre de la pluie »). Howell est chargé par le Premier ministre de persuader la nation d'utiliser moins d'eau. Howell invite des journalistes chez lui à Moseley, où il montre qu'il fait sa part pour aider au rationnement de l'eau en partageant des bains avec sa femme, Brenda . Quelques jours plus tard, de fortes pluies provoquent des inondations généralisées et il est nommé ministre des Inondations. De plus, au cours de l'hiver rigoureux de 1978-1979, il est nommé ministre de la Neige,.
Avec Shirley Williams, il fait sensation en 1977 en apparaissant sur la ligne de piquetage devant les Grunwick Film Processing Laboratories dans le nord de Londres, le théâtre de violentes protestations syndicales contre les conditions dans l'usine.

## Fin de carrière
Il publie ses mémoires, Made in Birmingham, en 1990, et le 1er juillet 1992, il est nommé pair à vie sous le titre de baron Howell, d'Aston Manor dans la ville de Birmingham.
Howell subit une opération de chirurgie cardiaque majeure en 1989, mais se rétablit suffisamment pour poursuivre une carrière politique active et participe souvent aux débats à la Chambre des Lords. Il est décédé à l'hôpital de Solihull, après avoir subi une crise cardiaque lors d'un dîner de bienfaisance au National Motorcycle Museum de Bickenhill, West Midlands, le 19 avril 1998, à l'âge de 74 ans.
Le CRUK Institute for Cancer Studies de l'Université de Birmingham porte le nom de Howell.

## Famille
Son fils, Andrew Howell, est élu au conseil municipal de Birmingham pour Moseley et Kings Heath Ward et est président du comité de l'éducation et chef adjoint. Un autre fils, Michael, travaille comme directeur des achats pour Highways England. Son plus jeune fils, David, est tué dans un accident de voiture le 22 mai 1986 dans ce qu'il a décrit dans ses mémoires comme le « jour le plus dévastateur » de la vie de sa famille .